# إبراهيم خوري
إبراهيم خوري (1920 - 1998) هو مترجم وكاتب ومُحقق وجغرافي سوري، من مواليد صافيتا في محافظة طرطوس، حاصل على إجازة في الآداب من قسم الجغرافيا، مارس التدريس في ثانويات دمشق، وكتب العديد من المؤلفات في مجال تخصصه، وكان معظمها في التحقيق.

## مؤلفاته
تحقيق
1. أحمد بن ماجد منظر الملاحة الفلكية.
2. أخبار الصين والهند.
3. أراجيز ملاحية.
4. العلوم البحرية عند العرب: تحليل وتحقيق.[3]

الترجمة
1. الثورة الصناعية.
2. الحسد.
3. جغرافيا دار الإسلام البشرية حتى منتصف القرن الحادي عشر.
4. الرد على مالتوس: دراسات نقدية لكتاب حدود التنمية.

أخرى
1. كيف نفي العرب في فلسطين.
2. المدخل إلى جغرافيا سورية ولبنان.
3. المقدسي البشاري: أحسن التقاسيم في معرفة الأقاليم.
4. الهمذاني صفة جزيرة العرب.